# NGC 2615
NGC 2615 é uma galáxia espiral barrada (SBb) localizada na direcção da constelação de Hydra. Possui uma declinação de -02° 32' 50" e uma ascensão recta de 8 horas, 34 minutos e 33,1 segundos.
A galáxia NGC 2615 foi descoberta em 6 de Fevereiro de 1885 por Édouard Jean-Marie Stephan.